# Marcelin, Voivodato de Łódź
Marcelin [marˈt͡sɛlin] es un pueblo ubicado en el distrito administrativo de Gmina Rząśnia, dentro del Distrito de Pajęczno, Voivodato de Łódź, en Polonia central. Se encuentra aproximadamente a 7 kilómetros al norte de Rząśnia, a 16 kilómetros al norte de Pajęczno, y a 63 kilómetros al suroeste de la capital regional Lodz.